# Nikolai Terentjewitsch Schamalow
Nikolai Terentjewitsch Schamalow (russisch Никола́й Тере́нтьевич Шама́лов; * 24. Januar 1950 in Leningrad, heute Sankt-Petersburg, RSFSR, UdSSR) ist ein russischer Zahnarzt, Bankier und zweitgrößter Teilhaber der Bank Rossija.

## Biographie
Nikolai Schamalow ist ein ausgebildeter Zahnarzt und war als solcher noch zu Beginn der 1990er Jahre in Sankt Petersburg tätig. Dort absolvierte er 1992 die W.I.Lenin-Marine-Ingenieurschule. 1996 erwarb er einen weiteren Abschluss von der Allrussischen Akademie für Außenhandel in Moskau.
Zwischen 1993 und 1995 arbeitete Schamalow in der Stadtverwaltung von Sankt Petersburg in der Abteilung für Außenwirtschaftsbeziehungen. Mitte der 1990er Jahre stieg er ins Bankengeschäft ein. Von 2001 bis 2008 fungierte er als Vertreter der Siemens AG für die Region Nordwesten Russlands.
2004 wurde Schamalow zum Aktionär der Bank Rossija, einer der ersten russischen Privatbanken nach 1991. Seit 2006 ist er Miteigentümer des Wyborger Schiffbauunternehmens und seit 2010 in dessen Verwaltungsrat vertreten.
Im Zusammenhang mit der Annexion der Halbinsel Krim durch Russland und dem Krieg im Osten der Ukraine landete Schamalow als einer der engen Vertrauten von Wladimir Putin Ende Juli 2014 auf der Sanktionsliste der Europäischen Union, die unter anderem Einreiseverbote und Kontensperrungen vorsieht.

## Privates
Schamalow ist verheiratet. Er hat zwei Söhne: der jüngere Sohn Kirill Nikolajewitsch Schamalow war von 2013 bis 2018 mit Katerina Wladimirowna Tichonowa, der Tochter von dem russischen Präsidenten Putin verheiratet.